# Alvydas Pazdrazdis
Alvydas Pazdrazdis (né le 20 juillet 1972 à Kretinga dans la République socialiste soviétique de Lituanie en ex-URSS) est un ancien joueur lituanien de basket-ball, évoluant au poste d'ailier.

## Carrière

### Palmarès
- Médaille de bronze aux Jeux olympiques 1992